# Hanoverian (cal)

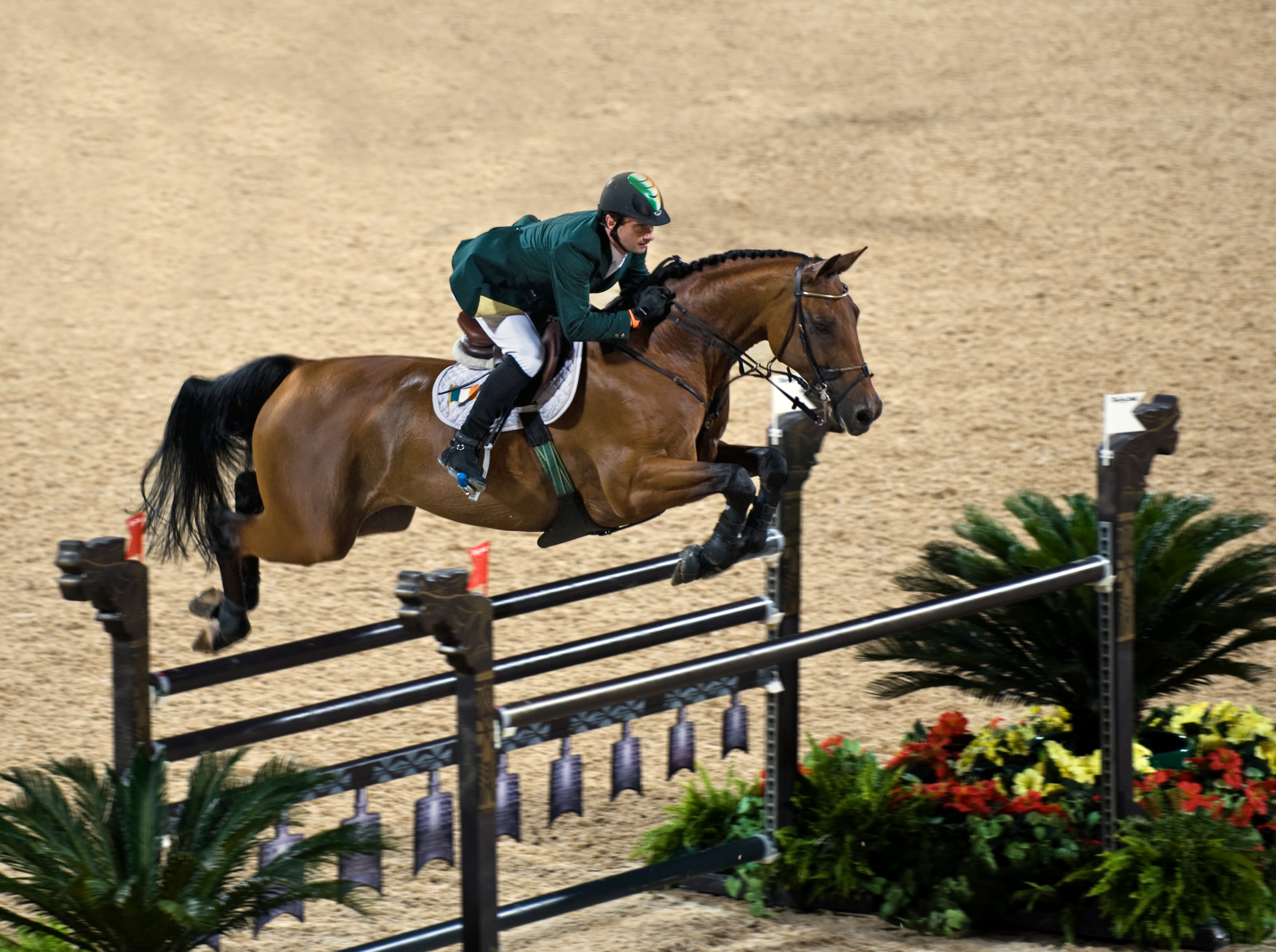
Hanoverienii sunt populari în cadrul săriturilor peste obstacole

Hanoverianul (germană: Hannoveraner) este o rasă de cai cu sânge cald originară din Germania, care adeseori ia parte la Jocurile Olimpice și alte competiții de echitație engleză și a câștigat medalii de aur la toate cele trei competiții olimpice ecvestre. Este una dintre cele mai vechi, mai numeroase și mai de succes rase cu sânge cald. Fiind inițial un cal de cavalerie, hanoverianul a fost încrucișat cu pursângele englez pentru a-l face mai agil și mai util pentru competiții și se evidențiază prin caracterul său blând, atletism, frumusețe și grație.

## Istorie

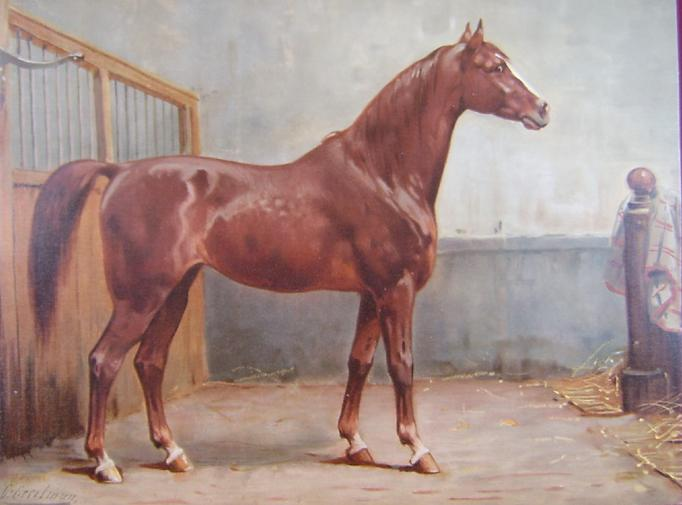
Această stampă din 1898 înfățișează un hanoverian robust, agil.

În 1735 George al II-lea, regele Angliei și elector al Hanovrei, a fondat Herghelia de Stat de la Celle. El a cumpărat armăsari potriviți pentru lucrări în agricultură și pentru trăsură, precum și pentru cavalerie. Iepele locale au fost ameliorate cu producători de rasă holsteiner, pursânge englez și Cleveland Bay, napolitană, andaluză, prusiană și meclenburgheză. Până la sfârșitul secolului al XVIII-lea hanoverianul a devenit un cal de trăsură valoros.

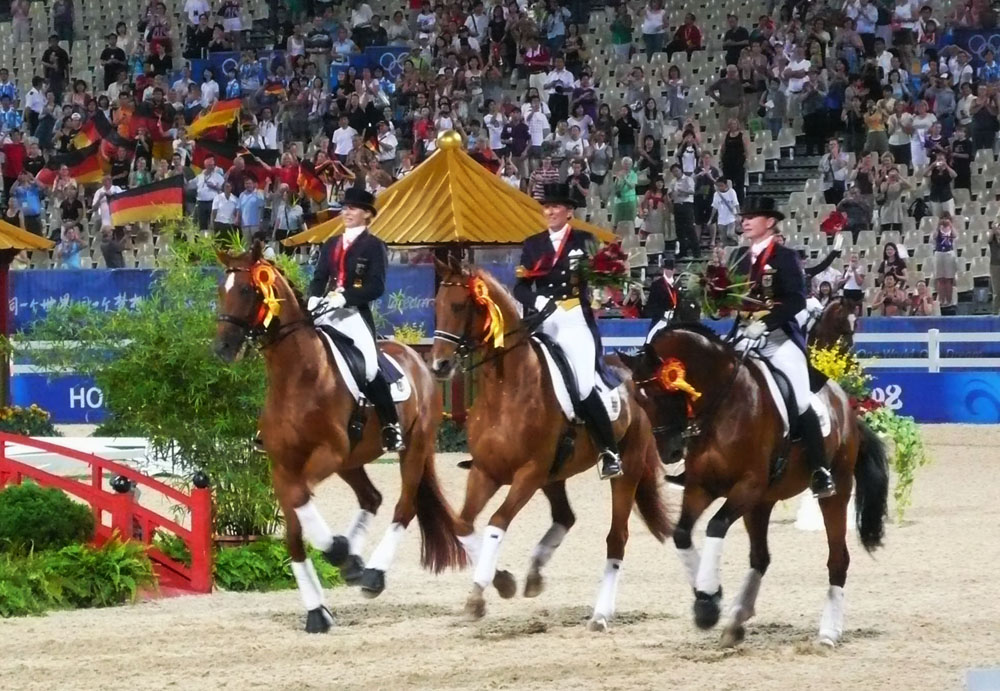
Acești trei jugani hanoverieni (Elvis VA, Bonaparte și Satchmo) au format echipa de dresaj câștigătoare a medaliilor de aur la Olimpiada de la Beijing din 2008.

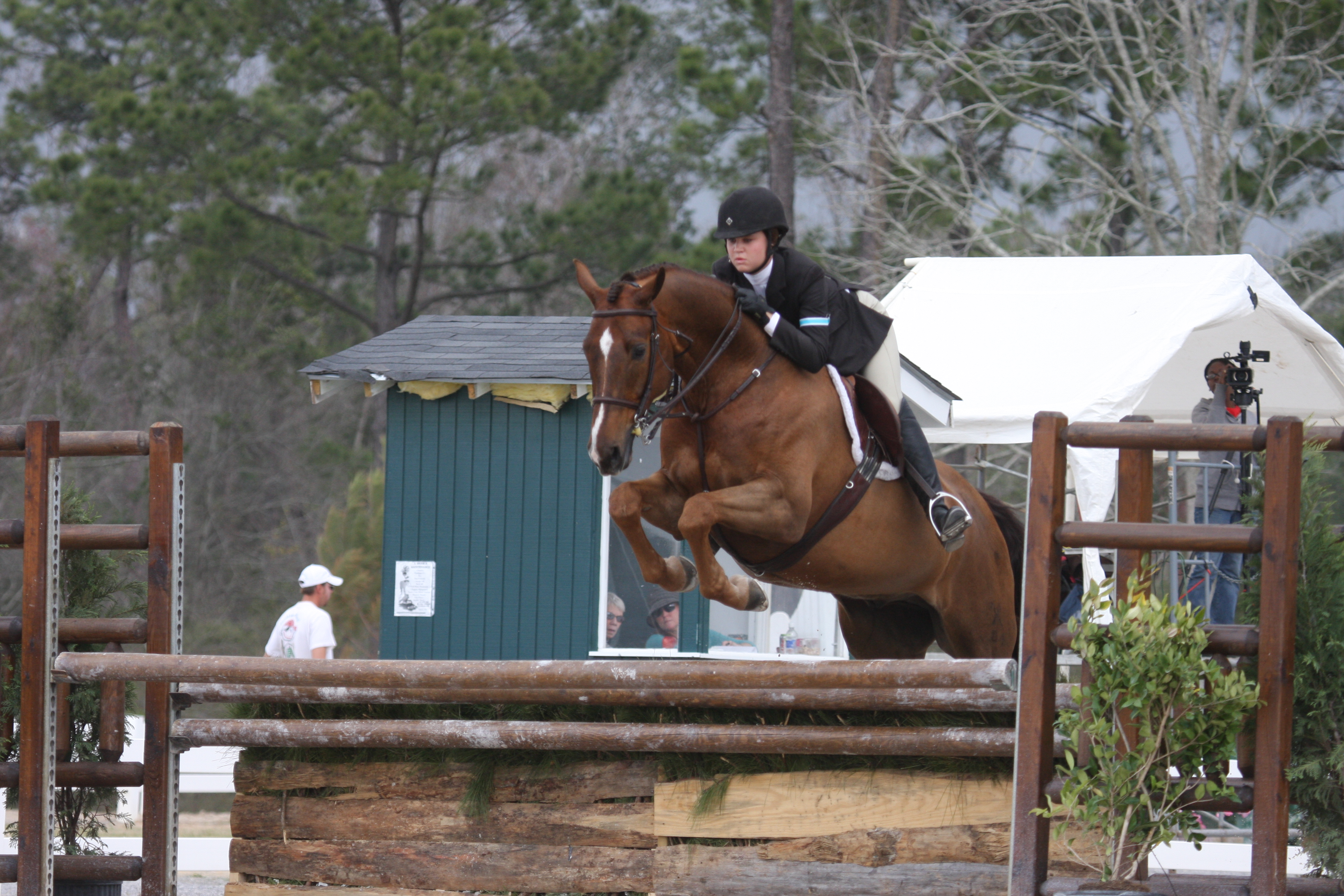
Hanoverienii au adesea temperamentul constant și stilul de săritură necesar pentru show hunting.

În 1844 a fost adoptată o lege care permitea folosirea pentru reproducere doar a armăsarilor aprobați de o comisie. În 1867 crescătorii au fondat o societate care avea ca scop producerea unui cal pentru trăsură și armată, primul registru genealogic fiind publicat în 1888. Hanoverianul a devenit una dintre cele mai populare rase din Europa pentru trăsură și pentru armată.
Când cererea de hanoverieni a scăzut după Primul Război Mondial, scopul selecției a devenit un cal care putea fi folosit în agricultură, dar avea totuși ereditatea și alurile necesare unui cal de călărie și de transport. După cel de-al Doilea Război Mondial a existat o cerere tot mai mare pentru cai sportivi, precum și cai de călărie, iar reproducerea s-a adaptat din nou. Pursângele englez s-a folosit pentru ameliorarea rasei; ocazional se folosea un armăsar anglo-arab sau trakehner. Cheia succesului hanoverianului a fost selecția riguroasă a animalelor de reproducție, un șeptel numeros și disponibilitatea crescătorilor de a se adapta la schimbările cererii.
Astăzi asociația crescătorilor de hanoverieni oferă multe stimulente pentru selecționarea celor mai buni, inclusiv faimoasele licitații de la Verden, și oportunități extinse de notare pentru armăsari, iepe și cai tineri. În plus, puține rase au înregistrări atât de bine ținute, permițându-le crescătorilor să urmărească liniile genealogice de-a lungul multor generații, îmbunătățindu-și șansele de a găsi cea mai bună potrivire armăsar-iapă. Scopul actual al crescătorilor este de a crea un cal cu sânge cald, nobil și versatil, cu aluri ușoare și elastice. Rasa este ameliorată cu cai din rasele pursânge englez, arab și rase europene cu sânge cald, selectați pe baza genealogiei, performanței competitive și inspecției de judecătorii Societății Hanoverianului. Selecția strictă asigură faptul că hanoverienii sunt atletici și buni săritori, pentru obstacole și proba completă, și au alurile necesare pentru dresaj.

## Caracteristici
Hanoverienii sunt eleganți, puternici și robuști. Sunt prăsiți pentru a fi binevoitori și antrenabili și au un spate puternic, un corp viguros, mișcări atletice și membre puternice. De cele mai multe ori sunt roibi, murgi, negri și suri. Regulamentele interzic înregistrarea cailor cu prea mult alb și robele isabelle, palomino și cremello. Nu există nicio cerință privind înălțimea, dar caii hanoverieni au în general 15,3-17,1 palme (160-175 cm) înălțime la greabăn.